# Muselíevo
Muselíevo (búlgaro: Муселѝево) es un pueblo de Bulgaria perteneciente al municipio de Nikópol de la provincia de Pleven.
Se ubica a orillas del río Osam, unos 10 km al suroeste de la capital municipal Nikópol sobre la carretera 34 que lleva a la capital provincial Pleven.
Se conoce la existencia de la localidad desde el siglo XVIII y su topónimo es de origen túrquico, haciendo referencia a un nombre de persona que podría ser "Musa Ali" o "Muselim". Durante la guerra ruso-turca (1877-1878), se produjeron aquí parte de los combates que tuvieron lugar en torno a Pleven, albergando la localidad un monumento en recuerdo a los militares caídos en combate. En 1903 se construyó la iglesia ortodoxa local.

## Demografía
En 2011 tenía 762 habitantes, de los cuales el 68,24% eran étnicamente búlgaros y el 6,43% gitanos.
En anteriores censos su población ha sido la siguiente:
| Gráfica de evolución demográfica de Muselíevo entre 1934 y 2011 |
|                                                                 |